# Port Tel Awiw
Port Tel Awiw (hebr. נמל תל אביב, Namal Tel Awiw; ang. The Port of Tel Aviv) – port morski położony w mieście Tel Awiw w Izraelu, na południe od ujścia rzeki Jarkon do Morza Śródziemnego. Jest to obecnie nieczynny port, którego teren jest wykorzystywany jako obszar rekreacyjno-wypoczynkowy.

## Historia

Statek, który utknął na mieliźnie i czeka na przypływ - rejon obecnego portu w Tel Awiwie - 1932

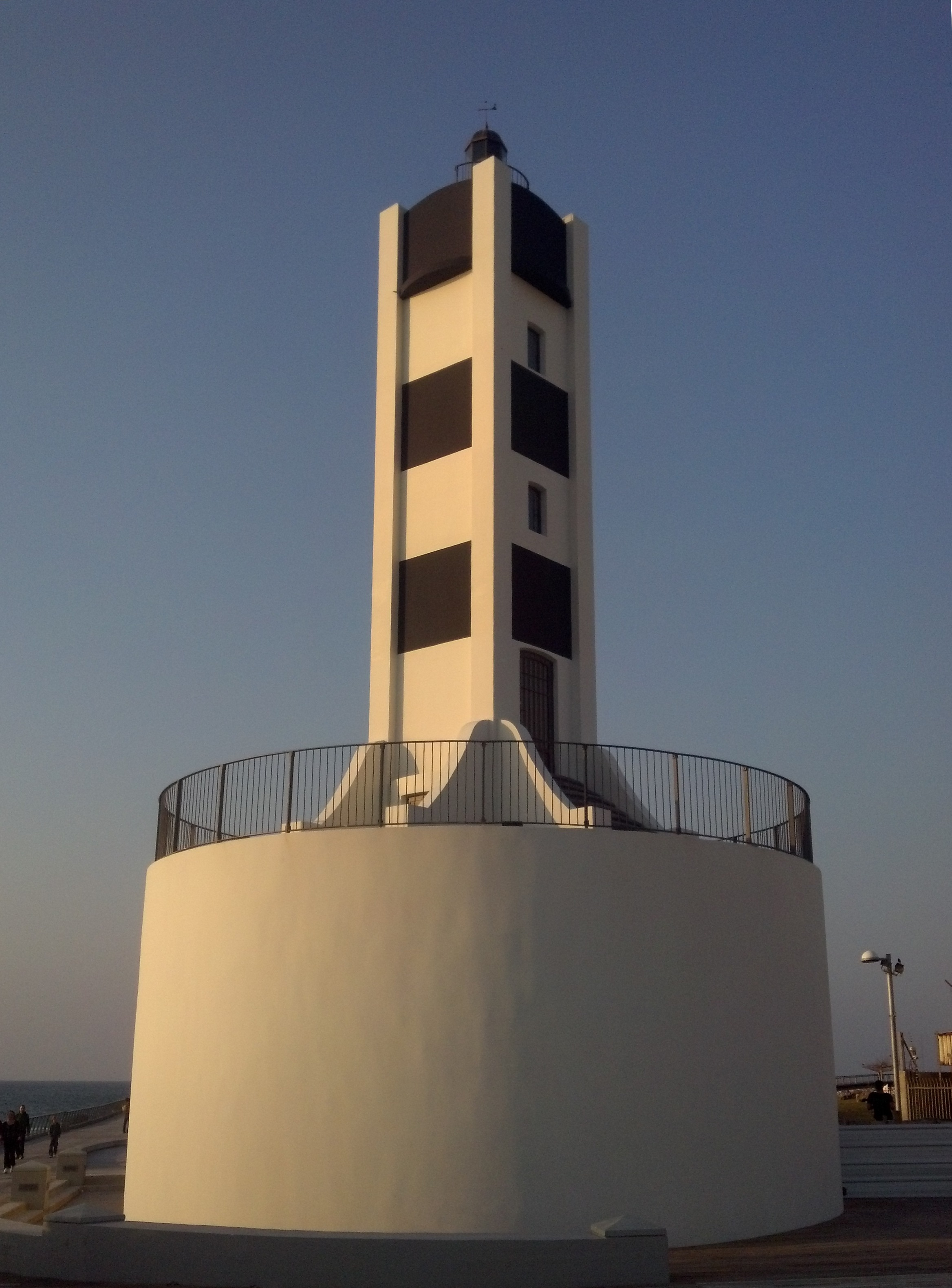
Port Tel Awiw latarnia morska

Pierwsze plany budowy portu w Tel Awiwie zostały stworzone w 1925 przez architekta Sir Patrick Geddesa. Jego pierwotną lokalizacją miały być okolice końca ulicy Allenby. Jednak na tę lokalizację nie zgodził się ówczesny burmistrz miasta Meir Dizengoff.
Gdy 19 kwietnia 1936 doszło do strajku arabskich dokerów w Porcie Jafa, ponownie powrócono do koncepcji budowy własnego żydowskiego portu w Tel Awiwie. Umożliwiłoby to uniezależnienie się Tel Awiwu od sąsiedniej arabskiej Jafy i przeciwdziałałoby załamaniu się przemysłu w żydowskich osiedlach. Gdy 21 kwietnia 1936 wybuchła arabska rewolta w Mandacie Palestyny, władze Tel Awiwu pomimo brytyjskiego sprzeciwu podjęły decyzję o budowie własnego portu. Po trudnych dyskusjach Brytyjczycy wydali zgodę na budowę portu w północnej części Tel Awiwu, pod warunkiem finansowania z funduszu mandatu.
Na budowę portu wybrano miejsce położone na południe od ujścia rzeki Jarkon. W tym miejscu, podczas arabskich rozruchów w Jafie, tworzono „tymczasowy pomost” z małych łodzi połączonych linami, dzięki któremu rozładowywano towary ze statków, które nie mogły korzystać z portu w Jafie. 19 maja 1936 do Tel Awiwu przypłynął pierwszy frachtowiec Charles Tborti pod banderą jugosłowiańską, z ładunkiem cementu. Ładunek pośpiesznie rozładowano w nocy i umieszczono w magazynach przy Targach na Bliskim Wschodzie i Izraelu. Cement ten został wykorzystany do budowy portu.
Do budowy portu powołano spółkę Marine Trust (hebr. אוצר מפעלי ים), której akcje zostały nabyte przez społeczność żydowską. Prace budowlane przeprowadzili Żydzi pochodzący w większości z Grecji, najczęściej z Salonik. Pierwsze drewniane molo załamało się po jednym dniu eksploatacji, jednak już po miesiącu wybudowano drugie molo, tym razem ze stali. Prace budowlane były prowadzone pod nadzorem inżyniera miasta Jakuba Shipmana. Budowa poru została ukończona 23 lutego 1938.
Podczas II wojny światowej port był wykorzystywany przez armię brytyjską. Podczas Wojny o Niepodległość razem z Portem Hajfą pozostawał pod kontrolą brytyjską. Pomimo to służył on jako główna droga dostarczania zaopatrzenia dla Sił Obronnych Izraela. Po 1948 powstały plany rozwoju portu, który miał być drugim portem państwowym po Hajfie. Jednak bardzo szybko okazało się, że port jest zbyt mały do dalszej jego rozbudowy. Poza tym gęsta zabudowa miejska Tel Awiwu uniemożliwiała doprowadzenie dogodnych linii kolejowych i rozbudowanie powierzchni magazynowych. Dlatego w połowie lat 50. zdecydowano się na budowę Portu Aszdod.
Ostatni statek przypłynął do Tel Awiwu 25 października 1965, po czym tutejszy port zawiesił swoją działalność. 3 listopada 1965 podjęto ostateczną decyzję o zamknięciu portu. Od tego momentu obszar portowy był wykorzystywany jako magazyny i warsztaty.
W połowie lat 90. firma Marine Trust przedstawiła pierwsze plany przekształcenia terenów portu w strefę wypoczynkowo-rekreacyjną. W 2001 firma Marine Trust ogłosiła konkurs na rewitalizację terenu portu. Konkurs wygrała grupa architektów Miizilitz - Kassif Architects, którzy zaproponowali przekształcenie tego terenu w strefę rekreacyjno-wypoczynkową. Projekt ten został zrealizowany.

## Struktura portu

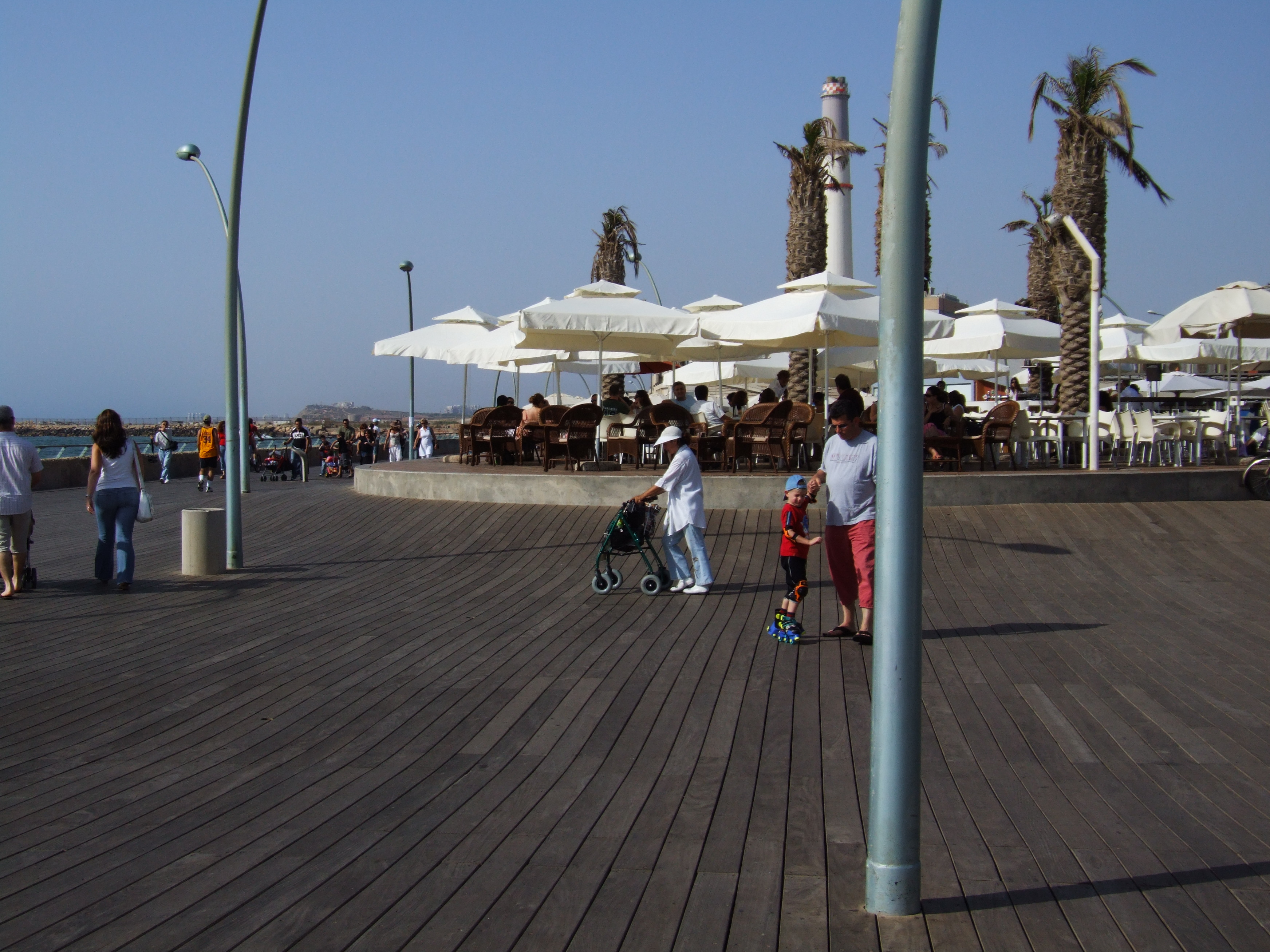
Drewniana promenada w dawnym porcie

Port Tel Awiw nie jest typowym portem morskim, ponieważ został on wybudowany poprzez wykopania basenu portowego w linii brzegu morskiego. W głąb morza wychodzi jedynie falochronu portu. W wyniku tego basen portowy jest stosunkowo płytki i do portu nie mogą zawijać pełnomorskie statki. Statki kotwiczyły poza portem i były rozładowywane przy pomocy barek holowanych przez holowniki.

## Noclegi
Przy porcie znajduje się hotel Port Hotel Tel Aviv.

## Komunikacja
W bezpośrednim sąsiedztwie portu przebiega ulica Ha Ta'arucha, którą jadąc w kierunku północno-wschodnim dojeżdża się do drogi ekspresowej nr 2  (Tel Awiw-Netanja-Hajfa), a następnie do autostrady nr 20  (Ayalon Highway).